# Sjuttio (mormonämbete)
Sjuttio är ett inom flera mormonkyrkor ett prästämbete i det Melkisedekska prästadömet. Namnet har man hämtat från Lukas 10: 1. Medlemmar i de sjuttios kvorum är generalauktoriteter inom kyrkan men betraktas inte som apostlar.